# 富山県特別支援学校一覧
富山県特別支援学校一覧（とやまけんとくべつしえんがっこういちらん）は、富山県の特別支援学校の一覧。

## 国立特別支援学校
- 富山大学教育学部附属特別支援学校

## 特別支援学校（知的障害、肢体不自由、病弱教育）

### 富山市
- 富山県立富山総合支援学校
- 富山県立高志支援学校
  - 富山県立高志支援学校高等部こまどり分教室（高岡市）
- 富山県立ふるさと支援学校
- 富山県立しらとり支援学校
- 富山県立富山高等支援学校

### 高岡市
- 富山県立高岡支援学校
- 富山県立高岡高等支援学校
- 高岡市立こまどり支援学校

### 黒部市
- 富山県立にいかわ総合支援学校

### 南砺市
- 富山県立となみ総合支援学校

### 砺波市
- 富山県立となみ東支援学校

## 特別支援学校（視覚障害）

### 富山市
- 富山県立富山視覚総合支援学校

## 特別支援学校（聴覚障害）

### 富山市
- 富山県立富山聴覚総合支援学校

### 高岡市
- 富山県立高岡聴覚総合支援学校

## リンク
- 富山県教育委員会